# Líbano en los Juegos Olímpicos de Tokio 2020
Líbano estuvo representado en los Juegos Olímpicos de Tokio 2020 por seis deportistas, tres hombres y tres mujeres, que compitieron en cinco deportes.
Los portadores de la bandera en la ceremonia de apertura fueron el yudoca Nacif Elias y la tiradora Ray Basil. El equipo olímpico libanés no obtuvo ninguna medalla en estos Juegos.